# Kaap Soenion
Kaap Soenion (Grieks: Ακρωτήριο Σούνιο, Akrotírio Soúnio; Oudgrieks: Άκρον Σούνιον, Ákron Soúnion) (of ook wel Kaap Sounion of Sounio) is een 70 meter hoge steile rots op Attica die op 68 km van Athene, oprijst uit de Egeïsche Zee. De kaap en het omliggende gebied worden beschermd door het Nationaal park Sounion, dat 3500 hectare groot is en in 1974 werd opgericht.

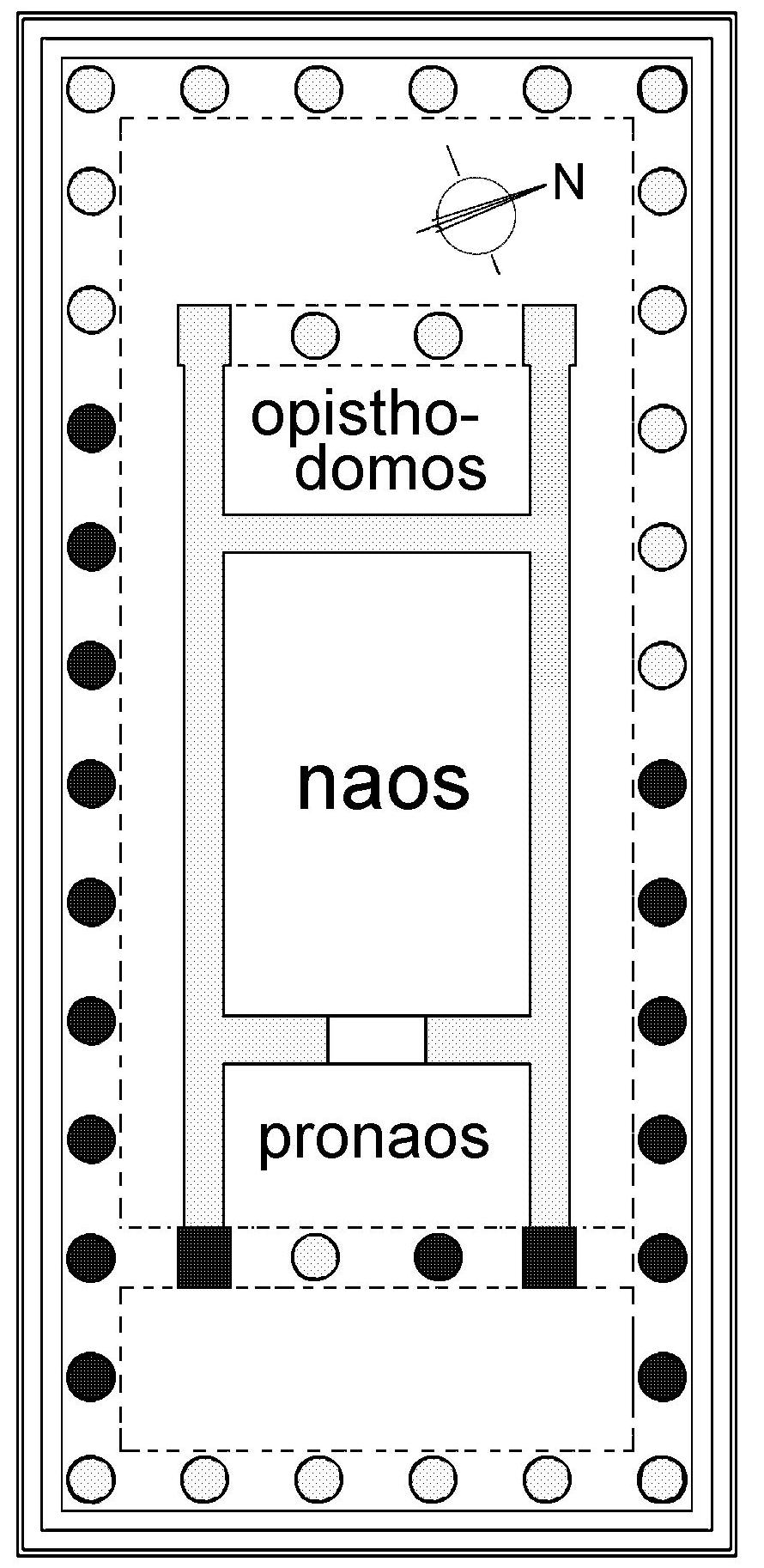
Grondplan van de tempel (de zwarte delen staan nog overeind).

Op de rots staan de resten van de Poseidontempel (uit de 5e eeuw v.Chr.). Deze ruïnes hebben diverse Romantische dichters zoals Lord Byron, Lamartine en Chateaubriand als inspiratiebron gediend.
Reeds in de prille Oudheid was het "heilige Soenion" (Homerus, Odyssee III, 278) een belangrijk oriëntatiepunt voor de schepen die vanaf de nabije Cycladen de Golf van Egina binnenvoeren. Vondsten van Cycladische beeldjes en Myceense zegels bewijzen dat er reeds bewoning was in het 2e millennium v.Chr. De zilvermijnen van Laurion lagen vlakbij.
Zestien Dorische zuilen van het lokale grijs-geaderde marmer (6,10 m hoog, met een diameter van 1 m aan de basis) staan er nog overeind van de imposante tempel voor de wilde zeegod Poseidon, die hier in de periode tussen 444 en 440 v.Chr., op last van de Atheense leider Perikles, werd gebouwd en met grote waarschijnlijkheid wordt toegeschreven aan de architect die ook de Tempel van Hephaistos (ook wel Theseion genoemd) op de Agora van Athene op zijn naam heeft staan. De huidige tempel moest een oorspronkelijk heiligdom uit de 6e eeuw vervangen, dat door de Perzen in 480 v.Chr. werd verwoest.
De zuilen maken een bijzonder slanke en elegante indruk, hebben slechts 16 in plaats van de gebruikelijke 20 cannelures en doen in hun verhoudingen eerder Ionisch dan Dorisch aan. Er zijn ook nog delen van de anten te zien. Op een van de pilaren heeft de Engelse filhelleen Lord Byron (hij schreef ooit "Place me on Sounion’s marbled steep, were nothing save the waves and I may hear our mutual murmers sweep") zijn naam gekrast, toen hij in 1810 op bezoek was. En hij was blijkbaar niet de enige die dat deed…
Als men om de tempel heen loopt, merkt men duidelijk de wisselende dikte van de ondergrond waar het bouwwerk op rust (en dat ook reeds had gediend voor de archaïsche voorloper). De belangrijkste vondsten die men hier tijdens een restauratiecampagne in de 19e eeuw heeft gedaan, bevinden zich nu in het Nationaal Archeologisch Museum van Athene.
Op een iets lager gelegen plateau ziet men ook enkele schamele resten van een aan Athena gewijd heiligdom uit de 6e eeuw v.Chr.

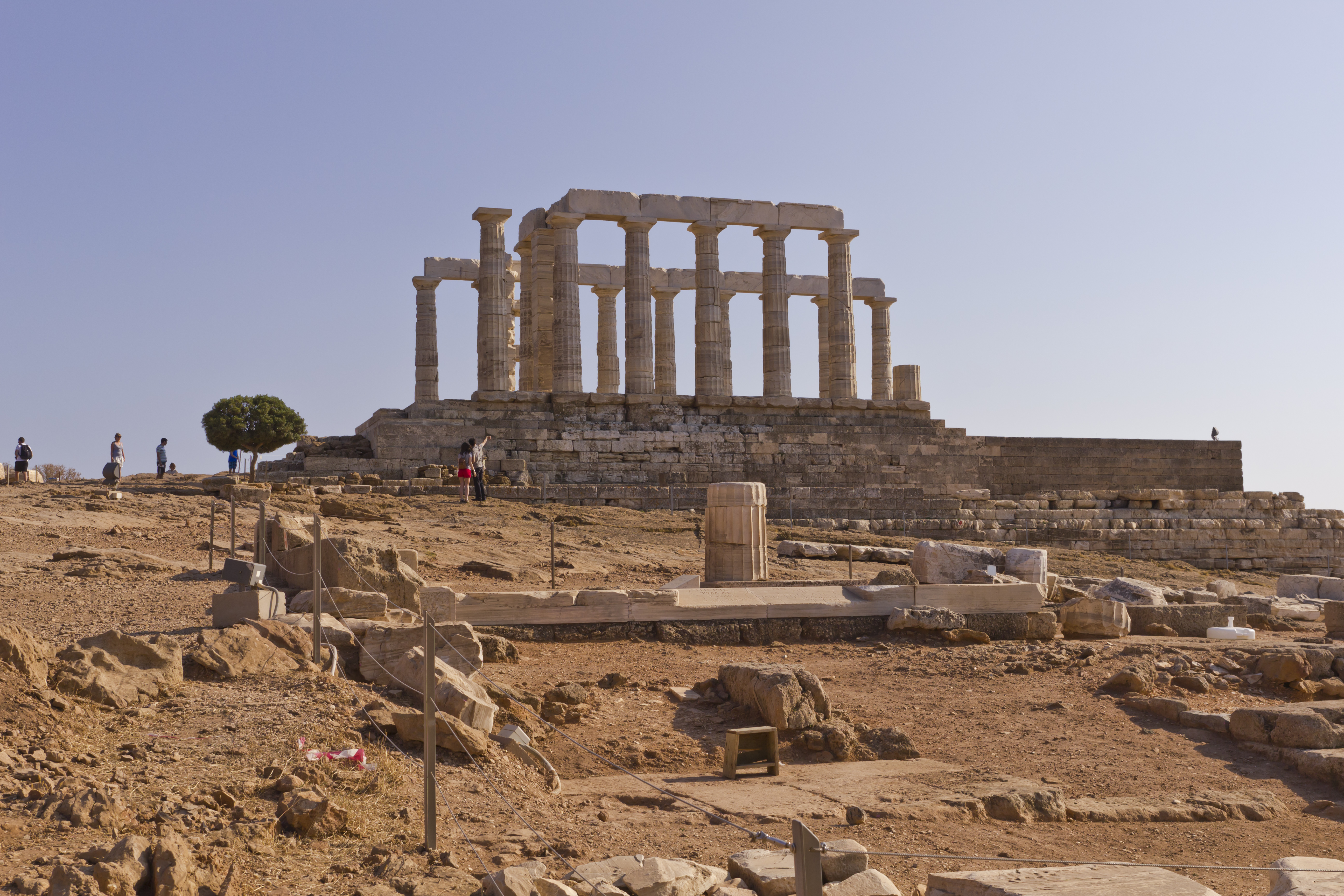
De tempel van Poseidon
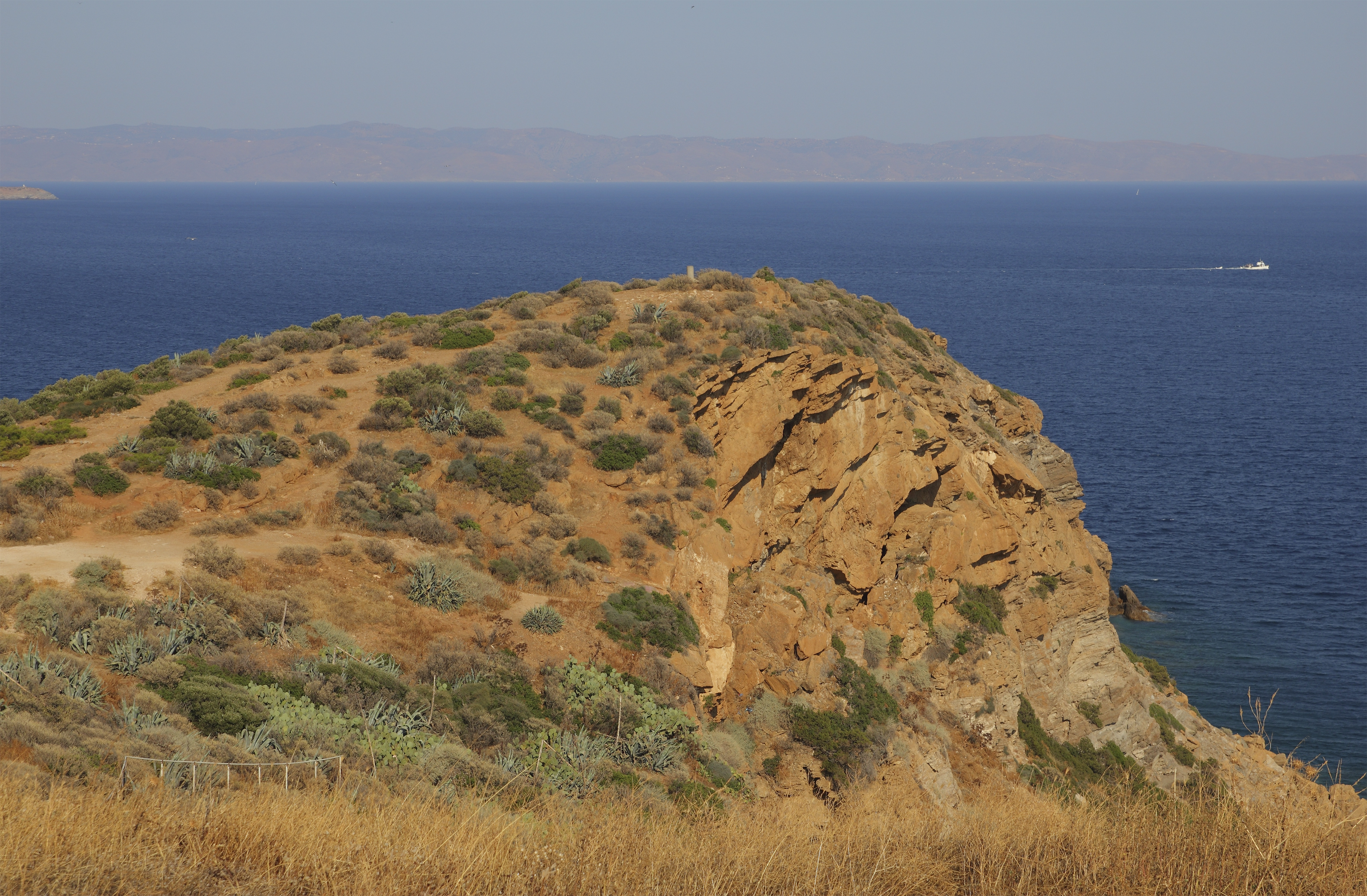
Uitzicht vanop Kaap Soenion
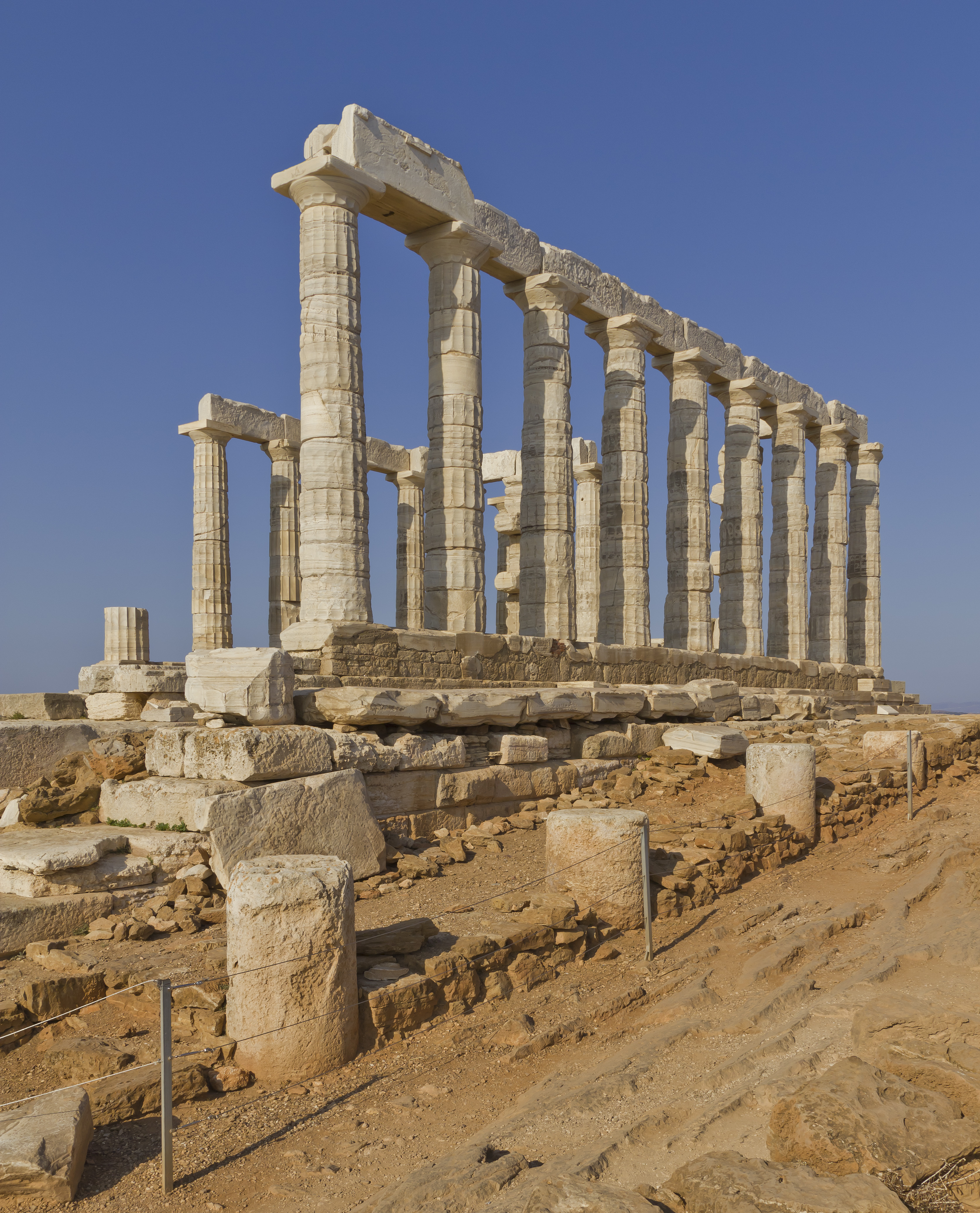
Dorische zuilen van de Poseidontempel
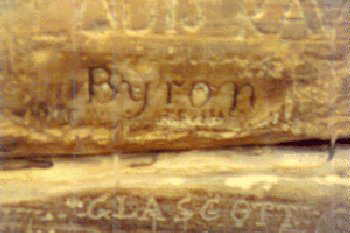
Autograaf van Lord Byron op de Poseidontempel